# Список астраханских ханов
Правители Астраханского ханства
| Имя                     | Предполагаемые даты правления                    |
| ----------------------- | ------------------------------------------------ |
| Абдул-Керим             | 1502 (1508) — 1514                               |
| Джанибек б. Махмуд      | 1514- лето 1521 (не позднее 15 августа)          |
| Хусейн б. Джанибек      | Не ранее октября 1521 — ?                        |
| Шейх-Ахмед              | ? — ? (между 1525 и 1528)                        |
| Касим II                | ? — лето 1532 (с перерывом)                      |
| Ислям Гирей             | 1531 (не позднее мая) — 1532 (не позднее января) |
| Ак-Кубек                | Лето 1532—1533                                   |
| Абдул-Рахман            | 1533 — не ранее кон. октября 1537                |
| Дервиш-Али              | Октябрь 1537 — лето 1539                         |
| Абдул-Рахман (вторично) | лето 1539—1543 (?)                               |
| Ак-Кубек (вторично)     | 1545 — 1546                                      |
| Ямгурчи (с перерывом)   | 1546 — 1550; 1551—1554                           |
| Дервиш-Али (вторично)   | 1554 — 1556                                      |

## Источник
Астраханское ханство / И.В. Зайцев; Ин‑т востоковедения РАН. — 2‑е изд., испр. — М. : Вост. лит., 2006. — 303 с. — ISBN 5-02-018538-8